# Сюй Цзінвень
Сюй Цзінвень (кит.: 徐竫雯, Hsu Ching-wen; нар. 19 серпня 1996) — колишня тайванська тенісистка.
Найвищу одиночну позицію світового рейтингу — 317 місце досягла 21 березня 2016, парну — 163 місце — 9 січня 2017 року.
Здобула 5 одиночних та 12 парних титулів туру ITF.

## Фінали ITF

### Одиночний розряд: 9 (5–4)
| Легенда          |
| ---------------- |
| турніри $100,000 |
| турніри $75,000  |
| турніри $50,000  |
| турніри $25,000  |
| турніри $15,000  |
| турніри $10,000  |

| Фінали за покриттям |
| ------------------- |
| Тверде (4–4)        |
| Ґрунт (1–0)         |
| Трава (0–0)         |
| Килим (0–0)         |

| Результат | W–L | Дата     | Турнір                      | Рівень | Покриття | Суперниця          | Рахунок           |
| --------- | --- | -------- | --------------------------- | ------ | -------- | ------------------ | ----------------- |
| Поразка   | 0–1 | Гру 2012 | ITF Джакарта, Індонезія     | 10,000 | Тверде   | Жуань Дінфей       | 3–6, 2–6          |
| Поразка   | 0–2 | Лис 2013 | ITF Мумбаї, Індія           | 15,000 | Тверде   | Прартхана Томбаре  | 3–6, 7–6(10), 4–6 |
| Перемога  | 1–2 | Січ 2014 | ITF Saint Martin, Гваделупа | 10,000 | Тверде   | Соня Молнар        | 4–6, 6–4, 6–0     |
| Перемога  | 2–2 | Сер 2014 | ITF Бенгалуру, Індія        | 10,000 | Тверде   | Фатіма Ан-Набхані  | 6–4, 6–4          |
| Перемога  | 3–2 | Бер 2015 | ITF Нісі-Тама, Японія       | 10,000 | Тверде   | Кьока Окамура      | 6–3, 3–6, 6–4     |
| Перемога  | 4–2 | Кві 2015 | ITF Деградун, Індія         | 10,000 | Тверде   | Нунгнадда Ваннасук | 7–6(4), 6–4       |
| Перемога  | 5–2 | Тра 2015 | ITF Нашик, Індія            | 10,000 | Ґрунт    | Sri Peddi Reddy    | 6–4, 4–6, 7–6(5)  |
| Поразка   | 5–3 | Чер 2015 | ITF Гаосюн, Тайвань         | 10,000 | Тверде   | Лі Ясюань          | 4–6, 6–2, 3–6     |
| Поразка   | 5–4 | Бер 2016 | ITF Нанкін, КНР             | 10,000 | Тверде   | Анастасія Гасанова | 1–6, 1–6          |

### Парний розряд: 24 (12–12)
| Легенда             |
| ------------------- |
| турніри $100,000    |
| турніри $80,000     |
| $50/турніри $60,000 |
| турніри $25,000     |
| турніри $15,000     |
| турніри $10,000     |

| Фінали за покриттям |
| ------------------- |
| Тверде (10–10)      |
| Ґрунт (1–2)         |
| Трава (1–0)         |
| Килим (0–0)         |

| Результат | W–L   | Дата     | Турнір                              | Рівень | Покриття   | Партнерка           | Суперниці                                 | Рахунок             |
| --------- | ----- | -------- | ----------------------------------- | ------ | ---------- | ------------------- | ----------------------------------------- | ------------------- |
| Поразка   | 0–1   | Чер 2012 | ITF Тайбей, Тайвань                 | 10,000 | Тверде (i) | Лі Ясюань           | Као Шао-юань Лі Хуа-Чень                  | 3–6, 3–6            |
| Поразка   | 0–2   | Лис 2013 | ITF Мумбаї, Індія                   | 15,000 | Тверде     | Еден Сілва          | Анаміка Бгаргава Емілі Веблі-Сміт         | 4–6, 5–7            |
| Перемога  | 1–2   | Січ 2014 | ITF Petit-Bourg, Гваделупа          | 10,000 | Тверде     | Wendy Zhang         | Одре Албіе Манон Пераль                   | 7–5, 6–0            |
| Поразка   | 1–3   | Сер 2014 | ITF Бенгалуру, Індія                | 10,000 | Тверде     | Наташа Палха        | Шармада Балу Прартхана Томбаре            | 4–6, 6–0, [6–10]    |
| Поразка   | 1–4   | Лют 2015 | ITF Нью-Делі, Індія                 | 25,000 | Тверде     | Лі Бейцзі           | Тан Хаочень Ян Чжаосюань                  | 5–7, 1–6            |
| Поразка   | 1–5   | Лют 2015 | ITF Аурангабад, Індія               | 25,000 | Ґрунт      | Лі Бейцзі           | Лі Ясюань Варатчая Вонгтінчай             | 1–6, 6–7(4)         |
| Перемога  | 2–5   | Бер 2015 | ITF Цзянмень, КНР                   | 10,000 | Тверде     | Тан Хаочень         | Цзян Сіньюй Тан Цяньхуей                  | 6–4, 6–3            |
| Поразка   | 2–6   | Тра 2015 | ITF Бхопал, Індія                   | 10,000 | Тверде     | Шармада Балу        | Снехадеві Редді Дгрутхі Татачар Венуґопал | 6–0, 6–7(1), [3–10] |
| Перемога  | 3–6   | Тра 2015 | ITF Бангкок, Таїланд                | 10,000 | Тверде     | Нунгнадда Ваннасук  | Камонвам Буаям Kim Da-bin                 | 4–6, 7–6(4), [10–3] |
| Поразка   | 3–7   | Вер 2015 | ITF Кіото, Японія                   | 10,000 | Тверде (i) | Лі Бейцзі           | Іноуе Акарі Мікі Міямура                  | 3–6, 0–6            |
| Поразка   | 3–8   | Жов 2015 | ITF Бангкок, Таїланд                | 15,000 | Тверде     | Емма Лайне          | Чхой Чі Хі Пеангтарн Пліпич               | 5–7, 3–6            |
| Поразка   | 3–9   | Січ 2016 | ITF Гонконг, КНР                    | 25,000 | Тверде     | Емма Лайне          | Вікторія Голубич Штефані Фогт             | 2–6, 6–1, [4–10]    |
| Перемога  | 4–9   | Лют 2016 | ITF Нью-Делі, Індія                 | 25,000 | Тверде     | Лі Ясюань           | Натела Дзаламідзе Вероніка Кудерметова    | 6–0, 0–6, [10–6]    |
| Перемога  | 5–9   | Тра 2016 | Kurume Cup, Японія                  | 50,000 | Трава      | Ксенія Ликіна       | Дальма Гальфі Сюй Шилінь                  | 7–6(5), 6–2         |
| Перемога  | 6–9   | Гру 2017 | ITF Індаур, Індія                   | 15,000 | Тверде     | Деа Герджелаш       | Альбіна Хабібуліна Ксенія Палкіна         | 6–2, 6–1            |
| Перемога  | 7–9   | Гру 2017 | ITF Солапур, Індія                  | 15,000 | Тверде     | Пранджала Ядлапаллі | Мая Дженсен Ерін Рутліфф                  | 7–5, 1–6, [10–6]    |
| Перемога  | 8–9   | Січ 2018 | ITF Орландо, США                    | 25,000 | Ґрунт      | Ґо Ханю             | Ульрікке Ейкері Ілона Кремінь             | 6–3, 3–6, [12–10]   |
| Поразка   | 8–10  | Січ 2018 | ITF Wesley Chapel, США              | 25,000 | Ґрунт      | Чжен Ушуан          | Ульрікке Ейкері Кремінь Ілона Едуардівна  | 2–6, 3–6            |
| Поразка   | 8–11  | Тра 2018 | ITF Інчхон, Корея                   | 25,000 | Тверде     | Чжан Кайчжень       | Хан На Ле Кім На Рі                       | 0–5 ret.            |
| Перемога  | 9–11  | Чер 2018 | ITF Тегу, Корея                     | 25,000 | Тверде     | Чжан Кайчжень       | Сіхо Акіта Дой Місакі                     | 2–1 ret.            |
| Перемога  | 10–11 | Лют 2019 | Launceston International, Австралія | 60,000 | Тверде     | Чжан Кайчжень       | Александра Бозовіч Ізабель Воллас         | 6–2, 6–4            |
| Перемога  | 11–11 | Бер 2019 | ITF Кофу, Японія                    | 25,000 | Тверде     | Чжан Кайчжень       | Еміна Бектас Тара Мур                     | 6–1, 6–3            |
| Перемога  | 12–11 | Бер 2019 | ITF Кофу, Японія                    | 25,000 | Тверде     | Чжан Кайчжень       | Сюнь Фаньїн Ю Сяоді                       | 6–3, 6–4            |
| Поразка   | 12–12 | Кві 2019 | ITF Осака, Японія                   | 25,000 | Тверде     | Ван Сю              | Чхой Чі Хі Хан На Ле                      | 4–6, 7–5, [8–10]    |